# Schön ist die Welt (Film)
Schön ist die Welt ist ein deutscher Musik- und Heimatfilm von Géza von Bolváry aus dem Jahr 1957. Er nutzt Melodien der gleichnamigen Operette von Franz Lehár, greift inhaltlich jedoch nur auf wenige Motive des Operettenstoffs zurück.

## Handlung
Kammersänger Rudolf Halden kehrt nach einer umjubelten Amerika-Tournee zurück nach Deutschland und macht Urlaub in den Tiroler Alpen. Sein Manager Fritz Müllrath erhält unterdessen vom reichen Knödelfabrikant Karl Block ein lukratives Angebot: Halden soll mit Blocks Tochter Hella ein Konzert geben und pro Auftritt 1000 Dollar verdienen. Hellas Karriere soll so befördert werden, und Müllrath unterzeichnet im Hinblick auf das Geld den Vertrag. Entsetzt lehnt Halden ab, mit einer Dilettantin auf einer Bühne zu stehen und für Geld seinen guten Ruf zu gefährden. Als Hella erfährt, dass ihr Vater Halden kaufen wollte, nimmt sie die Sache selbst in die Hand. Trotz eines Gewitters begibt sie sich zu Haldens Almhütte, verschweigt ihm jedoch ihren Namen. Da sie sich den Knöchel verstaucht hat und ihre nasse Kleidung wechseln muss, kommen sich Halden und Hella bald näher. Erst Fritz Müllrath stört ihre Annäherung und eröffnet Halden, wen er vor sich hat. Der weist Hella erbost von der Alm.
Wenig später verklagt Karl Block Halden, habe der doch die Karriere seiner Tochter ruiniert. Hella, die vor Gericht unter Beweis stellen soll, dass sie singen kann, wählt eine schwere Koloratur-Arie und begeistert alle Anwesenden, inklusive Halden, der den zustande gekommenen Vertrag dennoch brechen will. Er bedingt sich Sonderwünsche aus, die ihm laut Vertrag zustehen: Das Konzert soll im Waldseer Bauerntheater stattfinden, wobei sämtliche Nebenrollen von den Mitgliedern des Bauerntheaters übernommen werden sollen. Entgegen Haldens Erwartung stimmt Hella seiner Wahl zu.
In Waldsee hat Halden eine weitere List ersonnen, um die Aufführung platzen zu lassen. Die Ensemblemitglieder sollen sich von ihrer schlechtesten Seite zeigen, Schwerhörigkeit, Stottern und Betrunkenheit vortäuschen oder sich als Diva aufführen. Haldens Aktion misslingt, als sich Hella betont zurückhaltend und unterwürfig gibt und Karl Block in der Leiterin des Theaters Lola Kobler zudem eine alte Bekannte trifft. Hella hat ihrerseits vorgesorgt und die Presse mitgebracht, die nun von der geplanten Operetten-Aufführung mit Mitgliedern eines Bauerntheaters berichtet. Die Schauspieler entschließen sich erst nach einigem Zögern, die Lehár-Operette aufzuführen.
Hellas Stimme spricht sich rum und so erhält sie kurz vor der Premiere einen Besuch von Hofrat Seibold, dem Leiter des Johann-Strauss-Theaters. Er will sie als Hauptdarstellerin seiner neusten Operette engagieren, wofür sie ihren Auftritt beim Bauerntheater absagen müsste. Hella lehnt zum Entsetzen ihres Vaters ab. Halden hat unterdessen bereits nach seiner eigentlichen Gesangspartnerin Marina schicken lassen, was kurzzeitig für Verstimmung bei Hella sorgt, die abreisen will. Nachdem die Missverständnisse geklärt sind, kann die Aufführung stattfinden. Am Ende erklingt der Titel Schön ist die Welt, während Hella und Halden als Paar auf der Alm stehen.

## Produktion
Schön ist die Welt wurde von Juli bis August 1957 in Tirol sowie im CCC-Atelier gedreht. Der Film erlebte am 2. Oktober 1957 im Duisburger Europa-Palast seine Premiere.
Der Film beruht sehr lose auf der Operette Schön ist die Welt von Franz Lehár. Im Film sind zahlreiche Operetten-Melodien, gesungen von Rudolf Schock, zu hören. Zudem enthält der Film moderne Schlager, gesungen unter anderem von Willy Millowitsch.

## Kritik
Das Lexikon des Internationalen Films nannte Schön ist die Welt eine „schwerfällige Mischung von Liebes- und Heimatfilm mit zahlreichen, auf Rudolf Schocks Popularität zugeschnittenen Operetteneinlagen.“
Cinema schrieb: „Rudolf Schocks Gesangskünste reißen die furchtbare Geschichte raus. Fazit: Dürftige Story, aber Schock schockt!“